# فيصل بوغازي
فيصل بوغازي (15 أبريل 1957 - 8 أبريل 2023)، ممثل كويتي. بدايته الفنية في عام 1987، اشتهر بدور الرجل الشرير الكوميدي، ومن أهم أدواره بو خلف في مسلسل أم البنات مع الفنانة سعاد عبد الله.

## أعماله

### من المسلسلات
- الطماعون
- رحلة العجائب
- طيف السلام
- الخروج من الهاوية
- قاصد خير
- سليمان الطيب.
- شحيت و محيت
- بو هباش.
- دلق سهيل.
- عودة السندباد
- بوقلبين.
- الناس أجناس
- طير الخير.
- زمان الإسكافي.
- ماضي وخريف العمر.
- الخروج من الهاوية
- الخراز.
- عيال الفقر.
- جامعة أي شي
- البارونات..
- عيال بوسالم.
- أم البنات
- العب غيرها.
- عيني عينك.
- بو دروش.
- مسكنك يوفي.
- حالة خاصة.
- أماني العمر.
- كلام أصفر
- عوض أبًا عن جد
- هايبر لوب
- أجندة
- مساحات خالية

### من المسرحيات
- الاستجواب.
- بنت العز.
- عبيد في التجنيد.
- هالو كايرو.
- عودة فرعون.
- الوحش بوراسين.
- بيت أبونا.
- وبعدين.
- عودة التجنيد
- الأوانس 1987م
- شارع السلام
- مسرحية
- عودة التنجيد
- حمام روماني
- عنبر 9
- ثلاجة

### من السينما
- ليلة القبض على الوزير 1993

### البرامج الكوميدية
- داوود في هوليوود.
- فضائيات.
- غنائيات.
- قرقيعان - أكثر من جزء.
- عيني عينك - أكثر من جزء.
- واي فاي أكثر من جزء.

## وفاته
توفي فيصل البليس في يوم السبت 17 رمضان 1444 هـ الموافق 8 أبريل 2023 بعد صراع طويل مع المرض، ونعته وزارة الإعلام الكويتية، عبر وكالة الأنباء الحكومية، ونعاه عدد من الفنانين ومن الوسط الفني الخليجي.

## روابط خارجية
- فيصل بوغازي على موقع قاعدة بيانات الأفلام العربية